# Friedrich Heck

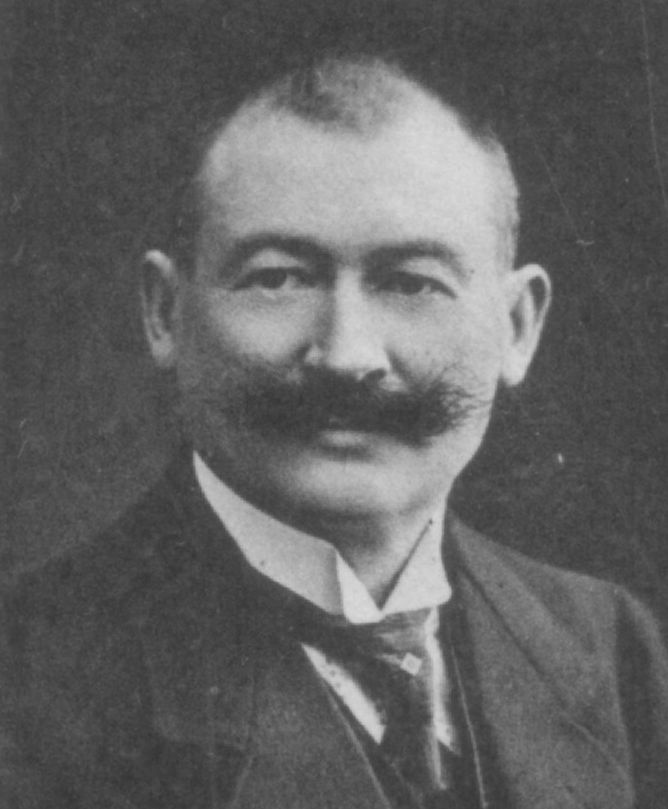
Friedrich Heck als Reichstagsabgeordneter 1912

Friedrich Ernst Heck (* 1. Oktober 1865 in Obermutschelbach; † 21. Januar 1939 in Alsfeld) war Schulvorsteher und Mitglied des Deutschen Reichstags.

## Leben
Heck besuchte die Volksschule in Obermutschelbach und erhielt nebenbei Privatunterricht. Später ging er auf die Präparandenschule in Gengenbach und von dort auf das Seminar II in Karlsruhe über, wo er 1885 das Abiturientenexamen bestand. Er wurde nach dreijähriger Lehrtätigkeit zum Studium der Landwirtschaft beurlaubt, das er von 1888 bis 1891 an der landwirtschaftlichen Hochschule Hohenheim absolvierte. Nach dem Studium war er in der Praxis, dann in Holstein, Elsaß-Lothringen und Hessen als Landwirtschaftslehrer tätig. Ab 1908 war er Vorstand der Großherzoglichen landwirtschaftlichen Winterschule zu Alsfeld in Oberhessen.
Von 1912 bis 1918 war er Mitglied des Deutschen Reichstags für den Wahlkreis Großherzogtum Hessen 3 (Lauterbach, Alsfeld, Schotten) und die Nationalliberale Partei.